# Джорджо Контіні
Джорджо Контіні (нім. Giorgio Contini, нар. 4 січня 1974, Вінтертур) — швейцарський футболіст, що грав на позиції нападника. По завершенні ігрової кар'єри — тренер. З 2024 року очолює тренерський штаб команди «Янг Бойз».

## Клубна кар'єра
Вихованець клубу «Ювентус Цюрих». У 1992 році дебютував на дорослому рівні у складі «Вінтертур» в Національній лізі Б, де за два сезони зіграв 34 матчі та забив 3 голи. Наступний етап кар'єри провів у клубі «Фрауенфельд», де в 30 матчах сезону 1994/95 відзначився 23 голами, продемонструвавши значну результативність на рівні третього дивізіону. Після цього сезон 1995/96 Контіні провів за «Баден», забивши 18 голів у 36 поєдинках Національної ліги Б.
Своєю грою за останню команду привернув увагу представників тренерського штабу клубу «Санкт-Галлен», до складу якого приєднався 1996 року. Відіграв за команду із Санкт-Галлена наступні п'ять сезонів своєї ігрової кар'єри, провівши 144 матчі та забивши 25 голів. За цей час виборов титул чемпіона Швейцарії у сезоні 1999/00.
У сезоні 2001/02 виступав за «Люцерн», де провів 15 поєдинків та забив один м'яч у вищому дивізіоні Швейцарії, після цього провів сезону грав у «Лозанні», де в 28 матчах відзначився шістьма голами і допоміг команді закріпитися в еліті швейцарського футболу
Завершив ігрову кар'єру у команді «Вінтертур», куди повернувся 2003 року. Там у 72 поєдинках другого дивізіону він забив 19 голів, після чого влітку 2005 року оголосив про завершення виступів на професійному рівні.

## Виступи за збірну
Контіні зіграв одну гру у складі національної збірної Швейцарії в товариському матчі проти Польщі 28 лютого 2001 року.

## Кар'єра тренера
Незабаром після завершення виступів гравцем у 2005 році Контіні очолив аматорський клуб «Обервінтертур», що виступав у Другій міжрегіональній лізі, розпочавши свою тренерську кар'єру.
У січні 2006 року Контіні перейшов у структуру «Санкт-Галлена», ставши головним тренером резервної команди, а паралельно, з 2006 по 2007 рік обіймав посаду асистента головного тренера першої команди в сезоні 2006/07 під керівництвом Рольфа Фрінгера. У березні 2011 року Контіні також нетривалий час виконував обов'язки головного тренера основного складу клубу.
Улітку 2011 року Контіні приєднався до штабу клубу «Люцерн» у ролі асистента головного тренера Мурата Якіна, де відповідав за тактичну підготовку та роботу з нападниками
15 листопада 2012 року Контіні був призначений головним тренером ліхтенштейнського клубу «Вадуц», що виступав у чемпіонатах Швейцарії. Під його керівництвом у сезоні 2013/14 команда стала чемпіоном другого дивізіону Швейцарії, здобувши підвищення до Суперліги, а також чотири сезони поспіль вигравала Кубок Ліхтенштейну (2012/13, 2013/14, 2014/15, 2015/16).
4 травня 2017 року Контіні вдруге очолив першу команду «Санкт-Галлена» на сезон 2017/18 як головний тренер першої команди, однак у квітні 2018 року клуб достроково припинив співпрацю з ним через ряд невдалих результатів у чемпіонаті.
У липні 2018 року він прийняв пропозицію від «Лозанни», яка під його керівництвом за підсумками сезону 2019/20 повернувся до Суперліги, вигравши Челлендж-лігу.
9 червня 2021 року Контіні став головним тренером «Грассгоппера», одного з найтитулованіших клубів країни. У березні 2023 року він подав у відставку з огляду на незадовільні результати та кадрові виклики, але залишився працювати до кінця сезону згідно з умовами контракту.
15 лютого 2024 року Контіні увійшов до тренерського штабу національної збірної Швейцарії як асистент Мурата Якіна, готуючи команду до Євро-2024. Успішний виступ на чемпіонаті Європи та досягнення чвертьфіналу призвели до продовження співпраці Контіні з Футбольною асоціацією Швейцарії.
18 грудня 2024 року він став головним тренером чинного чемпіона Швейцарії команди «Янг Бойз», уклавши контракт до літа 2027 року. 1 лютого 2025 року Контіні провів 244-й матч у Суперліги, встановивши рекорд за кількістю матчів після реформи ліги 2003 року, випередивши Крістіана Гросса та Алена Гайгера.
| Дата      | Місто   | Господарі | Результат | Гості     | Турнір           | Голи | Примітки |
| --------- | ------- | --------- | --------- | --------- | ---------------- | ---- | -------- |
| 28-2-2001 | Ларнака | Польща    | 4 – 0     | Швейцарія | товариський матч | -    | 54'      |
| Усього    |         | Матчів    | 1         |           | Голів            | 0    |          |

## Титули і досягнення

### Як гравець
- Чемпіон Швейцарії (1):

«Санкт-Галлен»: 1999/00

### Як тренер
- Володар Кубка Ліхтенштейну (4):

«Вадуц»: 2012/13, 2013/14, 2014/15, 2015/16